# Eleições estaduais no Piauí em 1958
As eleições estaduais no Piauí em 1958 ocorreram em 3 de outubro, como parte das eleições gerais no Distrito Federal, em 20 estados e nos territórios federais do Acre, Amapá, Rondônia e Roraima. Para as eleições daquele ano, a UDN sagrou Demerval Lobão candidato a governador e Marcos Parente candidato a senador, porém suas mortes num acidente automobilístico denominado "Tragédia da Cruz do Cassaco" próximo à futura cidade de Demerval Lobão em 4 de setembro de 1958, levou a substituições na chapa majoritária, com a candidatura a governador de Chagas Rodrigues e a senador de Joaquim Parente, este último substituto do irmão. Foram eleitos o governador Chagas Rodrigues, o vice-governador Tibério Nunes e o senador Joaquim Parente, além de sete deputados federais e trinta e dois estaduais.
Natural de Parnaíba, o advogado Chagas Rodrigues graduou-se pela Universidade de São Paulo, era oficial da reserva do Exército Brasileiro como segundo tenente e assessor jurídico do Ministério da Fazenda. Eleito deputado federal pela UDN em 1950, integrou uma dissidência partidária que abrigou-se no PTB, renovando o mandato em 1954. No dia 4 de setembro de 1958, a morte de Demerval Lobão na na tragédia da Cruz do Cassaco resultou na substituição deste por Chagas Rodrigues como candidato a governador, sendo o parnaibano vitorioso ao final da campanha.
Natural de Oeiras, o médico Tibério Nunes formou-se em 1948 na Escola de Medicina e Cirurgia da Universidade Federal do Rio de Janeiro. Diretor do Hospital Miguel Couto em Floriano por escolha do governador José da Rocha Furtado, ingressou na UDN e nela foi eleito prefeito do referido município em 1950 e deputado estadual em 1954. Eleito vice-governador do Piauí na chapa de Chagas Rodrigues em 1958, assumiu o Palácio de Karnak em 3 de julho de 1962, quando o titular renunciou para disputar as eleições daquele ano.

## Resultado da eleição para governador
Foram apurados 184.172 votos nominais (87,14%), 20.487 votos em branco (9,69%) e 4.668 votos nulos (3,17%), calculados sobre o comparecimento de 211.348 eleitores.
| Candidatos a governador do estado | Candidatos a vice-governador | Número | Coligação                                           | Votação | Percentual |
| --------------------------------- | ---------------------------- | ------ | --------------------------------------------------- | ------- | ---------- |
| Chagas Rodrigues PTB              | Ver abaixo -                 | -      | Oposições Coligadas (PTB, UDN)                      | 101.525 | 55,13%     |
| José Gaioso Freitas PSD           | Ver abaixo -                 | -      | Coligação Democrática Piauiense (PSD, PSP, PR, PRP) | 82.647  | 44,87%     |
| Fontes:                           |                              |        |                                                     |         |            |

## Resultado da eleição para vice-governador
Foram apurados 187.517 votos nominais (88,72%), 17.328 votos em branco (8,20%) e 6.503 votos nulos (3,08%), calculados sobre o comparecimento de 211.348 eleitores.
| Candidatos a governador do estado | Candidatos a vice-governador | Número | Coligação                                           | Votação | Percentual |
| --------------------------------- | ---------------------------- | ------ | --------------------------------------------------- | ------- | ---------- |
| Ver acima -                       | Tibério Nunes UDN            | -      | Oposições Coligadas (PTB, UDN)                      | 96.440  | 51,43%     |
| Ver acima -                       | Agenor Almeida PSP           | -      | Coligação Democrática Piauiense (PSD, PSP, PR, PRP) | 91.077  | 48,57%     |
| Fontes:                           |                              |        |                                                     |         |            |

## Resultado da eleição para senador
Foram apurados 187.087 votos nominais (88,52%), 13.475 votos em branco (6,38%) e 10.786 votos nulos (5,10%), calculados sobre o comparecimento de 211.348 eleitores.
| Candidatos a senador da República | Candidatos a suplente de senador | Número | Coligação                                           | Votação | Percentual |
| --------------------------------- | -------------------------------- | ------ | --------------------------------------------------- | ------- | ---------- |
| Joaquim Parente UDN               | Ver abaixo -                     | -      | Oposições Coligadas (PTB, UDN)                      | 103.597 | 55,37%     |
| Mendonça Clark PSD                | Ver abaixo -                     | -      | Coligação Democrática Piauiense (PSD, PSP, PR, PRP) | 79.963  | 42,74%     |
| Adelmar Rocha PST                 | Ver abaixo -                     | -      | PST (sem coligação)                                 | 3.527   | 1,89%      |
| Fontes:                           |                                  |        |                                                     |         |            |

## Resultado da eleição para suplente de senador
Foram apurados 181.185 votos nominais (85,73%), 20.256 votos em branco (9,58%) e 9.907 votos nulos (4,69%), calculados sobre o comparecimento de 211.348 eleitores.
| Candidatos a senador da República | Candidatos a suplente de senador | Número | Coligação                                           | Votação | Percentual |
| --------------------------------- | -------------------------------- | ------ | --------------------------------------------------- | ------- | ---------- |
| Ver acima -                       | José Vitorino Correia PTB        | -      | Oposições Coligadas (PTB, UDN)                      | 97.654  | 53,90%     |
| Ver acima -                       | Sigefredo Pacheco PSD            | -      | Coligação Democrática Piauiense (PSD, PSP, PR, PRP) | 80.183  | 44,25%     |
| Ver acima -                       | Joaquim Nelson PST               | -      | PST (sem coligação)                                 | 3.348   | 1,85%      |
| Fontes:                           |                                  |        |                                                     |         |            |

## Deputados federais eleitos
São relacionados os candidatos eleitos com informações complementares da Câmara dos Deputados.

Representação eleita
  PSD: 2
  UDN: 2
  PTB: 2
  PSP: 1

FonteːTSE
| Deputados federais eleitos | Partido | Votação | Percentual | Cidade onde nasceu | Unidade federativa |
| Clidenor Santos            | PTB     | 19.444  |            | Miguel Alves       | Piauí              |
| Lustosa Sobrinho           | UDN     | 17.205  |            | Gilbués            | Piauí              |
| Milton Brandão             | PSP     | 17.136  |            | Pedro II           | Piauí              |
| Chagas Rodrigues           | PTB     | 17.055  |            | Parnaíba           | Piauí              |
| Dirno Pires                | PSD     | 16.233  |            | Rio de Janeiro     | Rio de Janeiro     |
| José Cândido Ferraz        | UDN     | 15.676  |            | Teresina           | Piauí              |
| Laurentino Pereira         | PSD     | 14.482  |            | São João do Piauí  | Piauí              |
| Fontes:                    |         |         |            |                    |                    |

## Deputados estaduais eleitos
Estavam em jogo 32 assentos na Assembleia Legislativa do Piauí.

Representação eleita
  PSD: 13
  UDN: 9
  PTB: 7
  PSP: 3

FonteːTSE
| Deputados estaduais eleitos   | Partido | Votação | Percentual | Cidade onde nasceu  | Unidade federativa |
| João Clímaco d'Almeida        | PSD     | 5.143   |            | Teresina            | Piauí              |
| Helvídio Nunes                | UDN     | 4.881   |            | Picos               | Piauí              |
| Cândido Fernandes de Oliveira | PSP     | 4.697   |            |                     |                    |
| Barroso de Carvalho           | PSD     | 4.644   |            | Picos               | Piauí              |
| Antônio Gaioso                | PSD     | 4.176   |            | Teresina            | Piauí              |
| Benoni Leal                   | PSD     | 4.106   |            | Valença do Piauí    | Piauí              |
| Manoel Dias                   | PSD     | 4.076   |            | São Raimundo Nonato | Piauí              |
| José Lourenço Mourão          | PSP     | 3.955   |            | Teresina            | Piauí              |
| Alberto Luz                   | PTB     | 3.839   |            | Jaicós              | Piauí              |
| Alfredo Nunes                 | PSD     | 3.831   |            | Regeneração         | Piauí              |
| Djalma Veloso                 | UDN     | 3.801   |            | Valença do Piauí    | Piauí              |
| Clóvis Melo                   | PSD     | 3.793   |            |                     |                    |
| João Carvalho                 | PTB     | 3.701   |            | Santana do Cariri   | Ceará              |
| Sebastião Leal                | PSD     | 3.650   |            | Uruçuí              | Piauí              |
| Humberto Silveira             | PSD     | 3.627   |            | Jaicós              | Piauí              |
| Costa Neto                    | UDN     | 3.618   |            | São João do Piauí   | Piauí              |
| José Ferreira de Alencar Mota | UDN     | 3.600   |            | Pio IX              | Piauí              |
| Paulo Ferraz                  | UDN     | 3.596   |            | Teresina            | Piauí              |
| Aristeu Tupinambá Rodrigues   | PSD     | 3.592   |            |                     |                    |
| Constantino Pereira           | PSD     | 3.574   |            | São João do Piauí   | Piauí              |
| Deusdedit Cavalcanti          | UDN     | 3.559   |            | Paulistana          | Piauí              |
| Abdon Portela Nunes           | PSD     | 3.535   |            |                     |                    |
| Waldeck Bona                  | PSD     | 3.528   |            |                     |                    |
| Milton Aguiar                 | UDN     | 3.449   |            | Teresina            | Piauí              |
| Nazareno Araújo               | UDN     | 3.285   |            | Floriano            | Piauí              |
| Tiago José da Silva           | PTB     | 3.258   |            |                     |                    |
| Orlando Carvalho              | UDN     | 3.242   |            | Amarante            | Piauí              |
| José Carvalho do Bonfim       | PTB     | 3.130   |            |                     |                    |
| Nogueira Lima                 | PTB     | 2.903   |            | Piauí               | Piauí              |
| Filadelfo Castro              | PTB     | 2.828   |            | Nova Iorque         | Maranhão           |
| Alberto Monteiro              | PSP     | 2.786   |            | Picos               | Piauí              |
| Álvaro de Carvalho Melo       | PTB     | 2.716   |            |                     |                    |
| Fontes:                       |         |         |            |                     |                    |

## Eleições municipais
Na mesma oportunidade foram eleitos prefeitos, vice-prefeitos e vereadores em 71 municípios do estado.